# Santa Rita kommun, Maranhão
Santa Rita är en kommun i Brasilien.   Den ligger i delstaten Maranhão, i den nordöstra delen av landet, 1 500 km norr om huvudstaden Brasília. Antalet invånare är 32 365. Arean är 706 kvadratkilometer.
Terrängen i Santa Rita är platt.
I omgivningarna runt Santa Rita växer i huvudsak städsegrön lövskog. Runt Santa Rita är det ganska glesbefolkat, med 34 invånare per kvadratkilometer.